# Kerrang! Awards
Kerrang! Awards (Relentless Kerrang! Awards) – przyznawane corocznie w Wielkiej Brytanii nagrody magazynu muzycznego Kerrang!. Od czasu powstania w 1993, Kerrang! Awards stały się jednymi z najważniejszych brytyjskich nagród muzycznych. Sponsorem tytularnym nagród pozostaje Relentless – marka napoju energetycznego produkowanego przez The Coca-Cola Company.
Liczba kategorii pozostaje zmienna, jednakże część główną stanowią nagrody przyznane na podstawie głosowania fanów. Szereg nagród, w tym honorowych przyznaje także redakcja czasopisma. Na przestrzeni lat nagrody otrzymali m.in. tacy muzycy i zespoły jak: Green Day, Alice Cooper, Rammstein, My Chemical Romance, Enter Shikari, Metallica, Avenged Sevenfold oraz Rage Against the Machine. Od 2013 roku niejako za uatrakcyjnienie formuły stanowią nagrody m.in. dla najlepszego serialu telewizyjnego, gry wideo oraz komika. W ramach tychże kategorii nagrody otrzymali m.in.: amerykański serial The Walking Dead oraz film Guardians of the Galaxy.

## Laureaci 2016
Źródło.
Gala Kerrang! Awards 2016 odbyła się 9 czerwca 2016 roku w Troxy Theater w Londynie. Ceremonię poprowadzili lider zespołu The Darkness – Justin Hawkins oraz wokalista Benji Webbe, członek formacji Skindred.
| Kategoria                                                        | Laureat                                         |
| ---------------------------------------------------------------- | ----------------------------------------------- |
| The Lifetime Achievement Award                                   | Deftones                                        |
| Kerrang! Legend Award (legenda)                                  | Iron Maiden                                     |
| Kerrang! Hero Award                                              | Thin Lizzy                                      |
| Kerrang! Icon Award                                              | Blink-182                                       |
| The Spirit of Punk Award                                         | Frank Carter                                    |
| Best Event (wydarzenie roku)                                     | You Me at Six – „The Ghost Inside Benefit Show” |
| Best British Band (najlepszy brytyjski zespół)                   | Asking Alexandria                               |
| Best British Newcomer (najlepszy brytyjski debiutant)            | Creeper                                         |
| Best International Newcomer (najlepszy międzynarodowy debiutant) | Cane Hill                                       |
| Best Track (najlepszy utwór)                                     | All Time Low – „Missing You”                    |
| Best Live Band (najlepszy zespół koncertowy)                     | Babymetal                                       |
| Best Album (najlepszy album)                                     | No Devotion – „Permanence”                      |
| Best International Band (najlepszy międzynarodowy zespół)        | A Day to Remember                               |
| Best Fanbase (najlepsi fani)                                     | Twenty One Pilots                               |
| Best Film (najlepszy film)                                       | Deadpool                                        |
| Best TV Show (najlepszy program telewizyjny)                     | Making A Murderer                               |
| Best Radio Show (najlepszy program radiowy)                      | „Nights With Alice Cooper” – Planet Rock        |
| Best Video Game (najlepsza gra wideo)                            | Rise of the Tomb Raider                         |
| Best Comic Book (najlepszy komiks)                               | The Wicked + The Divine                         |
| Best Festival (najlepszy festiwal)                               | Bloodstock Open Air                             |
| Best Comedian (najlepszy komik)                                  | Amy Schumer                                     |
| Tweeter of the Year (tweeter roku)                               | Hayley Williams                                 |

## Laureaci 2015
Źródło.
Gala Kerrang! Awards 2015 odbyła się 11 czerwca 2015 roku w Troxy Theater w Londynie. Ceremonię poprowadzili aktor i komik Andrew W.K. oraz wokalista Benji Webbe, członek formacji Skindred. Głównym sponsorem nagród był producent napoju energetycznego Relentless.
| Kategoria                                                        | Laureat                                                          |
| ---------------------------------------------------------------- | ---------------------------------------------------------------- |
| Best Event (wydarzenie roku)                                     | All Time Low/You Me At Six co-headline tour                      |
| Best British Newcomer (najlepszy brytyjski debiutant)            | Royal Blood                                                      |
| Best International Newcomer (najlepszy międzynarodowy debiutant) | PVRIS                                                            |
| Kerrang! Inspiration Award (inspiracja)                          | Judas Priest                                                     |
| Kerrang! Legend Award (legenda)                                  | Alice Cooper                                                     |
| Best Single (najlepszy singel)                                   | Enter Shikari – „Anaesthetist”                                   |
| Best Video (najlepszy teledysk)                                  | New Years Day – „Angel Eyes” (feat. Chris Motionless)            |
| Best Live Band (najlepszy zespół koncertowy)                     | Black Veil Brides                                                |
| The Repentless Award                                             | Rolo Tomassi                                                     |
| Best Album (najlepszy album)                                     | Marmozets – The Weird And Wonderful Marmozets                    |
| Best International Band (najlepszy międzynarodowy zespół)        | All Time Low                                                     |
| Best British Band (najlepszy brytyjski zespół)                   | Bring Me the Horizon                                             |
| The Lifetime Achievement Award                                   | Marilyn Manson                                                   |
| The Spirit of Independence Award (duch niezależności)            | Babymetal                                                        |
| The Spirit of Punk Award                                         | Slaves                                                           |
| Best Fanbase (najlepsi fani)                                     | Pierce the Veil                                                  |
| Best Film (najlepszy film)                                       | Guardians of the Galaxy                                          |
| Best TV Show (najlepszy program telewizyjny)                     | Adventure Time                                                   |
| Best Radio Show (najlepszy program radiowy)                      | Nights With Alice Cooper – Planet Rock                           |
| Best Video Game (najlepsza gra wideo)                            | The Walking Dead                                                 |
| Best Comic Book (najlepszy komiks)                               | The Walking Dead – Robert Kirkman, Tony Moore and Charlie Adlard |
| Best Festival (najlepszy festiwal)                               | Slam Dunk                                                        |
| Best Comedian (najlepszy komik)                                  | Russell Howard                                                   |
| Tweeter of the Year (tweeter roku)                               | Hayley Williams, Paramore                                        |

## Laureaci 2014
Źródło.
Gala Kerrang! Awards 2014 odbyła się 12 czerwca 2014 roku w Troxy Theater w Londynie. Ceremonię poprowadzili gitarzysta Scott Ian, znany z występów w zespole Anthrax oraz komik i muzyk Andrew W.K. Głównym sponsorem nagród był producent napoju energetycznego Relentless.
| Kategoria                                                        | Laureat                                      |
| ---------------------------------------------------------------- | -------------------------------------------- |
| Best Event (wydarzenie roku)                                     | Fall Out Boy – „Save Rock And Roll Tour”     |
| Best British Newcomer (najlepszy brytyjski debiutant)            | Neck Deep                                    |
| Best International Newcomer (najlepszy międzynarodowy debiutant) | 5 Seconds of Summer                          |
| Kerrang! Inspiration Award (inspiracja)                          | The Dillinger Escape Plan                    |
| Kerrang! Icon Award (ikona)                                      | The Ramones                                  |
| Best Single (najlepszy singel)                                   | You Me at Six – „Fresh Start Fever”          |
| Best Video (najlepszy teledysk)                                  | Deaf Havana – „Boston Square”                |
| Best Live Band (najlepszy zespół koncertowy)                     | Bring Me the Horizon                         |
| The Rentless Award                                               | Watain                                       |
| Kerrang! Service to Rock Award(w służbie rocka)                  | Status Quo                                   |
| Best Album (najlepszy album)                                     | Architects – „Lost Forever // Lost Together” |
| Best International Band (najlepszy międzynarodowy zespół)        | Fall Out Boy                                 |
| Best British Band (najlepszy brytyjski zespół)                   | You Me at Six                                |
| Kerrang! Hall of Fame Award (aleja sław)                         | Deep Purple                                  |
| Kerrang! Hero (bohater)                                          | Gerard Way                                   |
| Best TV Show (najlepszy program telewizyjny)                     | Game of Thrones                              |
| Best Video Game (najlepsza gra wideo)                            | The Last of Us                               |
| Best Film (najlepszy film)                                       | The Lego Movie                               |
| Best Comedian (najlepszy komik)                                  | Jarrod Alonge                                |
| Tweeter of the Year (tweeter roku)                               | Gerard Way                                   |
| Hottest Female (najgorętsza kobieta)                             | Taylor Momsen – The Pretty Reckless          |
| Hottest Male (najgorętszy mężczyzna)                             | Andy Biersack – Black Veil Brides            |
| Best Festival (najlepszy festiwal)                               | Slam Dunk                                    |

## Laureaci 2013
Źródło.
Gala Kerrang! Awards 2013 odbyła się 13 czerwca 2013 roku w Troxy Theater w Londynie. Ceremonię poprowadzili gitarzysta Scott Ian, znany z występów w zespole Anthrax oraz basista Mark Hoppus, członek formacji Blink-182. Głównym sponsorem nagród był producent napoju energetycznego Relentless.
| Kategoria                                                        | Laureat                                              |
| ---------------------------------------------------------------- | ---------------------------------------------------- |
| Best Event (wydarzenie roku)                                     | You Me At Six, The Final Night Of Sin                |
| Best British Newcomer (najlepszy brytyjski debiutant)            | Lower Than Atlantis                                  |
| Best International Newcomer (najlepszy międzynarodowy debiutant) | Of Mice & Men                                        |
| The Relentless Award                                             | Young Guns                                           |
| Best Video (najlepszy teledysk)                                  | Pierce the Veil „King For A Day (feat Kellin Quinn)” |
| Best Single (najlepszy singel)                                   | Fall Out Boy „The Phoenix”                           |
| Best Album (najlepszy album)                                     | Biffy Clyro „Opposites”                              |
| Best Live Band (najlepszy zespół koncertowy)                     | Black Veil Brides                                    |
| Kerrang! Inspiration Award (inspiracja)                          | Iron Maiden                                          |
| Kerrang! Icon Award (ikona)                                      | Venom                                                |
| Best International Band (najlepszy międzynarodowy zespół)        | All Time Low                                         |
| Best British Band (najlepszy brytyjski zespół)                   | Bring Me the Horizon                                 |
| Kerrang! Hall of Fame Award (aleja sław)                         | Pantera                                              |
| Kerrang! Service to Rock Award(w służbie rocka)                  | Queen                                                |
| Kerrang! Legend Award (legenda)                                  | Slayer                                               |
| Best TV Show (najlepszy program telewizyjny)                     | Doctor Who                                           |
| Best Video Game (najlepsza gra wideo)                            | BioShock Infinite                                    |
| Best Film (najlepszy film)                                       | The Hobbit: An Unexpected Journey                    |
| Best Comedian (najlepszy komik)                                  | Louis C.K.                                           |
| Tweeter of the Year (tweeter roku)                               | Gerard Way                                           |
| Hottest Female (najgorętsza kobieta)                             | Lzzy Hale, Halestorm                                 |
| Hottest Male (najgorętszy mężczyzna)                             | Ben Bruce, Asking Alexandria                         |
| Best Festival (najlepszy festiwal)                               | Download Festival                                    |

## Laureaci 2012
Źródło.
Gala Kerrang! Awards 2012 odbyła się 7 czerwca 2012 roku w klubie The Brewery w Londynie. Ceremonię poprowadzili gitarzysta Scott Ian, znany z występów w zespole Anthrax oraz wokalista Corey Taylor, członek formacji Slipknot. Głównym sponsorem nagród był producent napoju energetycznego Relentless.
| Kategoria                                                 | Laureat                                 |
| --------------------------------------------------------- | --------------------------------------- |
| Best British Newcomer (najlepszy brytyjski debiutant)     | While She Sleeps                        |
| Kerrang! Service to Rock Award(w służbie rocka)           | Tenacious D                             |
| Best Single (najlepszy singel)                            | Black Veil Brides, „Rebel Love Song”    |
| Best Album (najlepszy album)                              | Mastodon, „The Hunter”                  |
| The Devotion Award                                        | The Blackout                            |
| Kerrang! Service to Metal Award(w służbie metalowi)       | Download Festival                       |
| Best Video (najlepszy teledysk)                           | Bring Me the Horizon, „Alligator Blood” |
| Best Live Band (najlepszy zespół koncertowy)              | Enter Shikari                           |
| Best International Band (najlepszy międzynarodowy zespół) | My Chemical Romance                     |
| Best British Band (najlepszy brytyjski zespół)            | You Me at Six                           |
| Kerrang! Hall of Fame Award (aleja sław)                  | Machine Head                            |
| Kerrang! Icon Award (ikona)                               | Slash                                   |
| Kerrang! Inspiration Award (inspiracja)                   | Black Sabbath                           |

## Laureaci 2011
Źródło.
Gala Kerrang! Awards 2011 odbyła się 9 czerwca 2011 roku w klubie The Brewery w Londynie. Ceremonię poprowadzili gitarzysta Scott Ian, znany z występów w zespole Anthrax oraz wokalista Corey Taylor, członek formacji Slipknot.
| Kategoria                                                        | Laureat |
| ---------------------------------------------------------------- | --- |
| Best British Newcomer (najlepszy brytyjski debiutant)            | Asking Alexandria                                                                                          |
| Best International Newcomer (najlepszy międzynarodowy debiutant) | Black Veil Brides                                                                                          |
| Devotion Award                                                   | Skindred                                                                                                   |
| Best Single (najlepszy singel)                                   | „Hurricane” – 30 Seconds to Mars                                                                           |
| Best Video (najlepszy teledysk)                                  | „Na Na Na (Na Na Na Na Na Na Na Na Na)” – My Chemical Romance                                              |
| Classic Songwriter                                               | Biffy Clyro                                                                                                |
| Best Album (najlepszy album)                                     | There Is a Hell, Believe Me I’ve Seen It. There Is a Heaven, Let’s Keep It a Secret – Bring Me the Horizon |
| Best Live Band(najlepszy zespół koncertowy)                      | All Time Low                                                                                               |
| Best British Band (najlepszy brytyjski zespół)                   | You Me at Six                                                                                              |
| Best International Band (najlepszy międzynarodowy zespół)        | 30 Seconds to Mars                                                                                         |
| Kerrang! Legend Award (legenda)                                  | Ozzy Osbourne                                                                                              |
| Kerrang! Hall of Fame Award (aleja sław)                         | Korn |
| Kerrang! Inspiration Award (inspiracja)                          | Def Leppard                                                                                                |
| Kerrang! Icon Award (ikona)                                      | Alice Cooper                                                                                               |

## Laureaci 2010
Źródło.
Gala Kerrang! Awards 2010 odbyła się 29 lipca 2010 roku w klubie The Brewery w Londynie. Ceremonię poprowadzili gitarzysta Scott Ian, znany z występów w zespole Anthrax oraz wokalista Corey Taylor, członek formacji Slipknot.
| Kategoria                                                        | Laureat                             |
| ---------------------------------------------------------------- | ----------------------------------- |
| Best British Newcomer (najlepszy brytyjski debiutant)            | Rise to Remain                      |
| Best International Newcomer (najlepszy międzynarodowy debiutant) | Trash Talk                          |
| Best Single (najlepszy singel)                                   | „Liquid Confidence” – You Me at Six |
| Best Video (najlepszy teledysk)                                  | „The Captain” – Biffy Clyro         |
| Best Album (najlepszy album)                                     | Brand New Eyes – Paramore           |
| Best Live Band (najlepszy zespół koncertowy)                     | Bullet for My Valentine             |
| Best International Band (najlepszy międzynarodowy zespół)        | 30 Seconds to Mars                  |
| Best British Band (najlepszy brytyjski zespół)                   | Bullet for My Valentine             |
| No Half Measures                                                 | Frank Turner                        |
| Classic Songwriter                                               | Lostprophets                        |
| Kerrang! Inspiration Award (inspiracja)                          | Rammstein                           |
| Kerrang! Services to Metal Award(w służbie metalowi)             | Paul Gray                           |
| Kerrang! Icon Award (ikona)                                      | Ronnie James Dio                    |
| Kerrang! Hall of Fame Award (aleja sław)                         | Mötley Crüe                         |

## Laureaci 2009
Źródło.
Gala Kerrang! Awards 2009 odbyła się 3 sierpnia 2009 roku w klubie The Brewery w Londynie. Ceremonię poprowadził amerykański gitarzysta Scott Ian, znany z występów w zespole Anthrax.
| Kategoria                                                        | Laureat                    |
| ---------------------------------------------------------------- | -------------------------- |
| Best British Newcomer (najlepszy brytyjski debiutant)            | In Case of Fire            |
| Best International Newcomer (najlepszy międzynarodowy debiutant) | The Gaslight Anthem        |
| Best Single (najlepszy singel)                                   | „Omen” – The Prodigy       |
| Best Video (najlepszy teledysk)                                  | „Oblivion” – Mastodon      |
| Classic Songwriter                                               | Linkin Park                |
| The Spirit of Independence Award (duch niezależności)            | The Wildhearts             |
| Kerrang! Icon Award (ikona)                                      | Alice in Chains            |
| Best Album (najlepszy album)                                     | Death Magnetic – Metallica |
| Best Live Band (najlepszy zespół koncertowy)                     | Slipknot                   |
| Kerrang! Inspiration Award (inspiracja)                          | Machine Head               |
| Kerrang! Hall of Fame Award (aleja sław)                         | Limp Bizkit                |
| Best British Band (najlepszy brytyjski zespół)                   | Bullet for My Valentine    |
| Best International Band (najlepszy międzynarodowy zespół)        | Slipknot                   |

## Laureaci 2008
Źródło.
Gala Kerrang! Awards 2008 odbyła się 21 sierpnia 2008 roku w klubie The Brewery w Londynie. Ceremonię poprowadził amerykański gitarzysta Scott Ian, znany z występów w zespole Anthrax.
| Kategoria                                                        | Laureat                               |
| ---------------------------------------------------------------- | ------------------------------------- |
| Best International Newcomer (najlepszy międzynarodowy debiutant) | Black Tide                            |
| Best British Newcomer (najlepszy brytyjski debiutant)            | Slaves to Gravity                     |
| Kerrang! Icon Award (ikona)                                      | Slipknot                              |
| Best Video (najlepszy teledysk)                                  | „Feathers” – Coheed and Cambria       |
| Best Single (najlepszy singel)                                   | „From Yesterday” – 30 Seconds to Mars |
| Best Album (najlepszy album)                                     | Avenged Sevenfold – Avenged Sevenfold |
| Best Live Band (najlepszy zespół koncertowy)                     | Machine Head                          |
| Classic Songwriter                                               | Def Leppard                           |
| The Spirit of Independence Award (duch niezależności)            | The Dillinger Escape Plan             |
| Best British Band (najlepszy brytyjski zespół)                   | Bullet for My Valentine               |
| Best International Band (najlepszy międzynarodowy zespół)        | 30 Seconds to Mars                    |
| Kerrang! Inspiration Award (inspiracja)                          | Metallica                             |
| Kerrang! Hall of Fame Award (aleja sław)                         | Rage Against the Machine              |

## Laureaci 2007
Źródło.
Gala Kerrang! Awards 2007 odbyła się 23 sierpnia 2007 roku w klubie The Brewery w Londynie. Ceremonię poprowadził amerykański gitarzysta Scott Ian, znany z występów w zespole Anthrax.
| Kategoria                                                        | Laureat                                                |
| ---------------------------------------------------------------- | ------------------------------------------------------ |
| Best British Newcomer (najlepszy brytyjski debiutant)            | Gallows                                                |
| Best International Newcomer (najlepszy międzynarodowy debiutant) | Madina Lake                                            |
| Best Live Band (najlepszy zespół koncertowy)                     | Enter Shikari                                          |
| Best Single (najlepszy singel)                                   | „The Kill” – 30 Seconds to Mars                        |
| Best Album (najlepszy album)                                     | The Blackening – Machine Head                          |
| Best Video (najlepszy teledysk)                                  | „This Ain’t a Scene, It’s an Arms Race” – Fall Out Boy |
| Best British Band (najlepszy brytyjski zespół)                   | Lostprophets                                           |
| Best International Band (najlepszy międzynarodowy zespół)        | My Chemical Romance                                    |
| Classic Songwriter                                               | Deftones                                               |
| The Spirit of Independence Award (duch niezależności)            | Enter Shikari                                          |
| Hard Rock Hero (bohater hard rocka)                              | Machine Head                                           |
| Kerrang! Icon Award (ikona)                                      | Nine Inch Nails                                        |
| Kerrang! Hall of Fame Award (aleja sław)                         | Judas Priest                                           |

## Laureaci 2006
Źródło.
Gala Kerrang! Awards 2006 odbyła się 24 sierpnia 2006 roku w klubie The Brewery w Londynie. Ceremonię poprowadził walijski perkusista Stuart Cable, znany z występów w zespole Stereophonics.
| Kategoria                                                        | Laureat                                    |
| ---------------------------------------------------------------- | ------------------------------------------ |
| Best Band On The Planet (najlepszy zespół na świecie)            | My Chemical Romance                        |
| Best British Band (najlepszy brytyjski zespół)                   | Lostprophets                               |
| Best Live Band (najlepszy zespół koncertowy)                     | Muse                                       |
| Best Album (najlepszy album)                                     | Lostprophets „Liberation Transmission”     |
| Best Single (najlepszy singel)                                   | Bullet For My Valentine „Tears Don’t Fall” |
| Best Video (najlepszy teledysk)                                  | Fall Out Boy „Sugar, We’re Going Down”     |
| Best British Newcomer (najlepszy brytyjski debiutant)            | Bring Me the Horizon                       |
| Best International Newcomer (najlepszy międzynarodowy debiutant) | Aiden                                      |
| Classic Songwriter                                               | Placebo                                    |
| The Spirit of Independence Award (duch niezależności)            | Prodigy                                    |
| Kerrang! Hall of Fame Award (aleja sław)                         | Slayer                                     |
| Kerrang! Legend Award (legenda)                                  | Angus Young (AC/DC)                        |

## Laureaci 2005
Źródło.
Gala Kerrang! Awards 2005 odbyła się 25 sierpnia 2005 roku w klubie The Brewery w Londynie. Ceremonię poprowadzili amerykańska aktorka i wokalistka Juliette Lewis oraz walijski perkusista Stuart Cable, znany z występów w zespole Stereophonics.
| Kategoria                                                        | Laureat                                              |
| ---------------------------------------------------------------- | ---------------------------------------------------- |
| Best Band On The Planet (najlepszy zespół na świecie)            | Green Day                                            |
| Best British Newcomer (najlepszy brytyjski debiutant)            | Bullet for My Valentine                              |
| Best International Newcomer (najlepszy międzynarodowy debiutant) | Trivium                                              |
| Classic Songwriter                                               | Trent Reznor (Nine Inch Nails)                       |
| Best Video (najlepszy teledysk)                                  | „Helena” – My Chemical Romance                       |
| Lifetime Achievement                                             | Killing Joke                                         |
| Best British Band (najlepszy brytyjski zespół)                   | Funeral for a Friend                                 |
| Best Single (najlepszy singel)                                   | „Best of You” – Foo Fighters                         |
| Best Album (najlepszy album)                                     | Three Cheers for Sweet Revenge – My Chemical Romance |
| Best Live Band (najlepszy zespół koncertowy)                     | Green Day                                            |
| Kerrang! Services to Metal Award(w służbie metalowi)             | Roadrunner Records                                   |
| Kerrang! Icon Award (ikona)                                      | Marilyn Manson                                       |
| Kerrang! Hall of Fame Award (aleja sław)                         | Iron Maiden                                          |

## Laureaci 2004
Źródło.
Gala Kerrang! Awards 2004 odbyła się 26 sierpnia 2004 roku w klubie The Brewery w Londynie. Ceremonię poprowadził walijski perkusista Stuart Cable, znany z występów w zespole Stereophonics.
| Kategoria                                                        | Laureat                          |
| ---------------------------------------------------------------- | -------------------------------- |
| Best British Newcomer (najlepszy brytyjski debiutant)            | Yourcodenameis:Milo              |
| Best International Newcomer (najlepszy międzynarodowy debiutant) | Velvet Revolver                  |
| Best Single (najlepszy singel)                                   | „Last Train Home” – Lostprophets |
| Best Album (najlepszy album)                                     | Absolution – Muse                |
| Kerrang! Icon Award (ikona)                                      | MC5                              |
| Best Video (najlepszy teledysk)                                  | „Funeral of Hearts” – HIM        |
| Best Live Band (najlepszy zespół koncertowy)                     | The Darkness                     |
| Spirit of Rock (duch rocka)                                      | Anthrax                          |
| Classic Songwriters                                              | Ash                              |
| Best British Band (najlepszy brytyjski zespół)                   | The Darkness                     |
| Best Band On The Planet (najlepszy zespół na świecie)            | Metallica                        |
| Kerrang! Hall of Fame Award (aleja sław)                         | Green Day                        |

## Laureaci 2003
Źródło.
Gala Kerrang! Awards 2003 odbyła się 21 sierpnia 2003 roku w Royal Lancaster Hotel w Londynie. Ceremonię poprowadzili dziennikarze BBC Radio 1 Edith Bowman i Colin Murray.
| Kategoria                                                        | Laureat                                            |
| ---------------------------------------------------------------- | -------------------------------------------------- |
| Best Single (najlepszy singel)                                   | „Lifestyles of the Rich and Famous” Good Charlotte |
| Best Video (najlepszy teledysk)                                  | „Gay Bar”, Electric Six                            |
| Event of the Year (wydarzenie roku)                              | Download                                           |
| Classic Songwriters                                              | Red Hot Chilli Peppers                             |
| The Spirit of Independence Award (duch niezależności)            | Purvonegro                                         |
| Best Live Act (najlepszy zespół koncertowy)                      | The Darkness                                       |
| Spirit of Rock (duch rocka)                                      | Jackass                                            |
| Best International Newcomer (najlepszy międzynarodowy debiutant) | Evanescence                                        |
| Best British Newcomer (najlepszy brytyjski debiutant)            | Funeral for a Friend                               |
| Best Album (najlepszy album)                                     | Permission to land, The Darkness                   |
| Best British act (najlepszy brytyjski zespół)                    | Feeder                                             |
| Best International Act (najlepszy międzynarodowy zespół)         | Linkin Park                                        |
| Kerrang! Hall of Fame Award (aleja sław)                         | Metallica                                          |

## Laureaci 2002
Źródło.
Gala Kerrang! Awards 2002 odbyła się 27 sierpnia 2002 roku w Park Lane Hilton Hotel w Londynie.
| Kategoria                                                                | Laureat                                  |
| ------------------------------------------------------------------------ | ---------------------------------------- |
| Best International Newcomer (najlepszy międzynarodowy debiutant)         | Sum 41                                   |
| Best Single (najlepszy singel)                                           | „Blurry” – Puddle of Mudd                |
| Classic songwriter                                                       | The Offspring                            |
| Best British live act (najlepszy brytyjski zespół koncertowy)            | Muse                                     |
| Best Video (najlepszy teledysk)                                          | Marilyn Manson                           |
| Best British band (najlepszy zespół brytyjski)                           | A                                        |
| Best international live act (najlepszy międzynarodowy zespół koncertowy) | Rammstein                                |
| Best new British band (najlepszy brytyjski debiutant)                    | The Cooper Temple Clause                 |
| Best Album (najlepszy album)                                             | Ideas Above Our Station, Hundred Reasons |
| Best band in the world (najlepszy zespół na świecie)                     | Red Hot Chili Peppers                    |
| The Spirit of Independence Award (duch niezależności)                    | Alec Empire                              |
| Kerrang! Hall of Fame Award (aleja sław)                                 | Foo Fighters                             |